# West Hanningfield
West Hanningfield är en by och en civil parish i Chelmsford i Storbritannien. Den ligger i grevskapet Essex och riksdelen England, i den sydöstra delen av landet, 50 km öster om huvudstaden London. Orten har 1 008 invånare (2001).